# Irán en la Copa Mundial de Fútbol de 2018
La selección de Irán fue uno de los 32 equipos participantes en la Copa Mundial de Fútbol de 2018, torneo que se llevó a cabo del 14 de junio al 15 de julio en Rusia.
El 13 de junio de 2017, dentro del grupo A, selló su clasificación matemática al certamen tras derrotar 2-0 a Uzbekistán a falta de dos jornadas y 6 puntos por disputar ya que tenía un ventaja de 7 puntos sobre Corea del Sur. Fue la segunda selección nacional en clasificarse después de Brasil y la primera de la confederación asiática.
A pesar de haber sido eliminados en fase de grupos, esta es la mejor actuación de Irán en mundiales.

## Clasificación

### Segunda ronda
| Selección    | Pts. | PJ | PG | PE | PP | GF | GC | Dif |
| ------------ | ---- | -- | -- | -- | -- | -- | -- | --- |
| Irán         | 20   | 8  | 6  | 2  | 0  | 26 | 3  | 23  |
| Omán         | 14   | 8  | 4  | 2  | 2  | 11 | 7  | 4   |
| Turkmenistán | 13   | 8  | 4  | 1  | 3  | 10 | 11 | -1  |
| Guam         | 7    | 8  | 2  | 1  | 5  | 3  | 16 | -13 |
| India        | 3    | 8  | 1  | 0  | 7  | 5  | 18 | -13 |

| Fecha                   | Lugar     | Local        |                         | Resultado                                                    |                         | Visitante    |
| ----------------------- | --------- | ------------ | ----------------------- | ------------------------------------------------------------ | ----------------------- | ------------ |
| 16 de junio de 2015     | Daşoguz   | Turkmenistán | Bandera de Turkmenistán | 1 – 1 Archivado el 14 de junio de 2017 en Wayback Machine.   | Bandera de Irán         | Irán         |
| 3 de septiembre de 2015 | Teherán   | Irán         | Bandera de Irán         | 6 – 0 Archivado el 14 de junio de 2017 en Wayback Machine.   | Bandera de Guam         | Guam         |
| 8 de septiembre de 2015 | Bangalore | India        | Bandera de la India     | 0 – 3 Archivado el 19 de octubre de 2017 en Wayback Machine. | Bandera de Irán         | Irán         |
| 8 de octubre de 2015    | Mascate   | Omán         | Bandera de Omán         | 1 – 1 Archivado el 14 de junio de 2017 en Wayback Machine.   | Bandera de Irán         | Irán         |
| 12 de noviembre de 2015 | Teherán   | Irán         | Bandera de Irán         | 3 – 1 Archivado el 14 de junio de 2017 en Wayback Machine.   | Bandera de Turkmenistán | Turkmenistán |
| 17 de noviembre de 2015 | Dededo    | Guam         | Bandera de Guam         | 0 – 6 Archivado el 14 de junio de 2017 en Wayback Machine.   | Bandera de Irán         | Irán         |
| 24 de marzo de 2016     | Teherán   | Irán         | Bandera de Irán         | 4 – 0 Archivado el 14 de junio de 2017 en Wayback Machine.   | Bandera de la India     | India        |
| 29 de marzo de 2016     | Teherán   | Irán         | Bandera de Irán         | 2 – 0 Archivado el 14 de junio de 2017 en Wayback Machine.   | Bandera de Omán         | Omán         |

### Tercera ronda
| Selección     | Pts. | PJ | PG | PE | PP | GF | GC | Dif |
| ------------- | ---- | -- | -- | -- | -- | -- | -- | --- |
| Irán          | 22   | 10 | 6  | 4  | 0  | 10 | 2  | 8   |
| Corea del Sur | 15   | 10 | 4  | 3  | 3  | 11 | 10 | 1   |
| Siria         | 13   | 10 | 3  | 4  | 3  | 9  | 8  | 1   |
| Uzbekistán    | 13   | 10 | 4  | 1  | 5  | 6  | 7  | -1  |
| China         | 12   | 10 | 3  | 3  | 4  | 7  | 9  | -2  |
| Catar         | 7    | 10 | 2  | 1  | 7  | 8  | 15 | -7  |

| Fecha                   | Lugar              | Local         |                                       | Resultado                                                  |                                       | Visitante     |
| ----------------------- | ------------------ | ------------- | ------------------------------------- | ---------------------------------------------------------- | ------------------------------------- | ------------- |
| 1 de septiembre de 2016 | Teherán            | Irán          | Bandera de Irán                       | 2 – 0 Archivado el 14 de junio de 2017 en Wayback Machine. | Bandera de Catar                      | Catar         |
| 6 de septiembre de 2016 | Shenyang           | China         | Bandera de la República Popular China | 0 – 0 Archivado el 14 de junio de 2017 en Wayback Machine. | Bandera de Irán                       | Irán          |
| 6 de octubre de 2016    | Taskent            | Uzbekistán    | Bandera de Uzbekistán                 | 0 – 1 Archivado el 14 de junio de 2017 en Wayback Machine. | Bandera de Irán                       | Irán          |
| 11 de octubre de 2016   | Teherán            | Irán          | Bandera de Irán                       | 1 – 0 Archivado el 15 de junio de 2017 en Wayback Machine. | Bandera de Corea del Sur              | Corea del Sur |
| 15 de noviembre de 2016 | Seremban (Malasia) | Siria         | Bandera de Siria                      | 0 – 0 Archivado el 14 de junio de 2017 en Wayback Machine. | Bandera de Irán                       | Irán          |
| 23 de marzo de 2017     | Doha               | Catar         | Bandera de Catar                      | 0 – 1 Archivado el 29 de abril de 2017 en Wayback Machine. | Bandera de Irán                       | Irán          |
| 28 de marzo de 2017     | Teherán            | Irán          | Bandera de Irán                       | 1 – 0 Archivado el 29 de abril de 2017 en Wayback Machine. | Bandera de la República Popular China | China         |
| 12 de junio de 2017     | Teherán            | Irán          | Bandera de Irán                       | 2 – 0 Archivado el 15 de junio de 2017 en Wayback Machine. | Bandera de Uzbekistán                 | Uzbekistán    |
| 31 de agosto de 2017    | Seúl               | Corea del Sur | Bandera de Corea del Sur              | 0 – 0 Archivado el 14 de junio de 2017 en Wayback Machine. | Bandera de Irán                       | Irán          |
| 5 de septiembre de 2017 | Teherán            | Irán          | Bandera de Irán                       | 2 – 2 Archivado el 14 de junio de 2017 en Wayback Machine. | Bandera de Siria                      | Siria         |

### Estadísticas
| PJ | Futbolistas                                                                |
| -- | -------------------------------------------------------------------------- |
| 17 | Vahid Amiri                                                                |
| 16 | Mehdi Taremi                                                               |
| 14 | Alireza Jahanbakhsh, Sardar Azmoun                                         |
| 13 | Ehsan Hajysafi, Morteza Pouraliganji, Ramin Rezaeian, Saeid Ezatolahi      |
| 12 | Alireza Beiranvand, Ashkan Dejagah                                         |
| 11 | Jalal Hosseini                                                             |
| 10 | Milad Mohammadi, Omid Ebrahimi, Pejman Montazeri                           |
| 9  | Andranik Teymourian, Reza Ghoochannejhad                                   |
| 7  | Masoud Shojaei, Mehdi Torabi                                               |
| 6  | Karim Ansarifard                                                           |
| 5  | Vouria Ghafouri                                                            |
| 4  | Alireza Haghighi, Ezzatollah Pourghaz, Kaveh Rezaei                        |
| 3  | Ali Karimi, Khosro Heydari                                                 |
| 2  | Kamal Kamyabinia, Mohammad Ansari, Omid Alishah, Rouzbeh Cheshmi           |
| 1  | Dariush Shojaeian, Hossein Kanaanizadegan, Mohammad Mazaheri, Sosha Makani |

| Jugador               | Goles | MJ | PJ |
| --------------------- | ----- | -- | -- |
| Sardar Azmoun         | 11    |    | 14 |
| Mehdi Taremi          | 8     |    | 16 |
| Ashkan Dejagah        | 2     |    |    |
| Ehsan Hajsafi         | 2     |    |    |
| Jalal Hosseini        | 2     |    | 11 |
| Alireza Jahanbakhsh   | 2     |    | 14 |
| Karim Ansarifard      | 1     |    |    |
| Saeid Ezatolahi       | 1     |    |    |
| Reza Ghoochannejhad   | 1     |    | 9  |
| Kamaleddin Kamyabinia | 1     |    |    |
| Morteza Pouraliganji  | 1     |    |    |
| Ramin Rezaeian        | 1     |    |    |
| Masoud Shojaei        | 1     |    |    |
| Andranik Teymourian   | 1     |    |    |
| Mehdi Torabi          | 1     |    |    |

## Participación

### Lista de convocados
Técnico:  Carlos Queiroz
| No. | Pos. | Jugador                  | Fecha de nacimiento (edad)         | Apa. | Goles | Club              |
| --- | ---- | ------------------------ | ---------------------------------- | ---- | ----- | ----------------- |
| 1   | POR  | Alireza Beiranvand       | 21 de septiembre de 1992 (25 años) |      | 0     | Persépolis F. C.  |
| 2   | MED  | Mehdi Torabi             | 29 de diciembre de 1993 (25 años)  |      | 0     | Saipa F. C.       |
| 3   | DEF  | Ehsan Hajsafi            | 25 de febrero de 1990 (28 años)    | 94   | 6     | Olympiacos        |
| 4   | DEF  | Rouzbeh Cheshmi          | 24 de julio de 1993 (24 años)      | 10   | 1     | Esteghlal         |
| 5   | DEF  | Milad Mohammadi          | 29 de diciembre de 1993 (25 años)  | 19   | 0     | Ajmat Grozni      |
| 6   | MED  | Saeid Ezatolahi          | 1 de octubre de 1996 (21 años)     | 25   | 1     | Amkar Perm        |
| 7   | MED  | Masoud Shojaei           | 9 de junio de 1984 (34 años)       |      |       | AEK Atenas F. C.  |
| 8   | DEF  | Morteza Pouraliganji     | 19 de abril de 1992 (26 años)      | 27   | 2     | Al-Sadd           |
| 9   | MED  | Omid Ebrahimi            | 16 de septiembre de 1987 (30 años) | 30   | 0     | Esteghlal         |
| 10  | DEL  | Karim Ansarifard         | 3 de abril de 1990 (28 años)       | 64   | 17    | Olympiacos        |
| 11  | MED  | Vahid Amiri              | 2 de abril de 1988 (30 años)       | 36   | 1     | Persépolis        |
| 12  | POR  | Mohammad Rashid Mazaheri | 18 de mayo de 1989 (29 años)       | 3    | 0     | Zob Ahan          |
| 13  | DEF  | Mohammad Reza Khanzadeh  | 11 de mayo de 1991 (27 años)       | 11   | 1     | Padideh           |
| 14  | DEL  | Saman Ghoddos            | 6 de septiembre de 1993 (24 años)  | 8    | 1     | Östersund         |
| 15  | DEF  | Pejman Montazeri         | 6 de septiembre de 1983 (34 años)  | 46   | 1     | Esteghlal         |
| 16  | DEL  | Reza Ghoochannejhad      | 20 de septiembre de 1987 (30 años) | 43   | 17    | Heerenveen        |
| 17  | DEL  | Mehdi Taremi             | 18 de julio de 1992 (25 años)      | 26   | 11    | Al-Gharafa        |
| 18  | DEL  | Alireza Jahanbakhsh      | 11 de agosto de 1993 (24 años)     | 38   | 4     | AZ                |
| 19  | DEF  | Majid Hosseini           | 20 de junio de 1996 (21 años)      | 1    | 0     | Esteghlal         |
| 20  | DEL  | Sardar Azmoun            | 1 de enero de 1995 (23 años)       | 33   | 23    | Rubin Kazán       |
| 21  | DEL  | Ashkan Dejagah           | 5 de julio de 1986 (31 años)       | 46   | 9     | Nottingham Forest |
| 22  | POR  | Amir Abedzadeh           | 26 de abril de 1993 (25 años)      | 1    | 0     | Marítimo          |
| 23  | DEF  | Ramin Rezaeian           | 21 de marzo de 1990 (28 años)      | 28   | 2     | Oostende          |

### Fase de grupos
| Selección | Pts | PJ | PG | PE | PP | GF | GC | Dif |
| --------- | --- | -- | -- | -- | -- | -- | -- | --- |
| España    | 5   | 3  | 1  | 2  | 0  | 6  | 5  | 1   |
| Portugal  | 5   | 3  | 1  | 2  | 0  | 5  | 4  | 1   |
| Irán      | 4   | 3  | 1  | 1  | 1  | 2  | 2  | 0   |
| Marruecos | 1   | 3  | 0  | 1  | 2  | 2  | 4  | -2  |

#### Marruecos vs. Irán
| 15 de junio de 2018, 18:00 (UTC+3) | Marruecos | 0:1 (0:0) | Irán                    | Estadio Krestovski, San Petersburgo                      |                                                          |
|                                    |           | Reporte   | Bouhaddouz 90+5' (a.g.) | Asistencia: 62 548 espectadores Árbitro(s): Cüneyt Çakir | Asistencia: 62 548 espectadores Árbitro(s): Cüneyt Çakir |

|  |  |

| GK           | 12 | Munir Mohamedi  |     |     |
| CB           | 2  | Achraf Hakimi   |     |     |
| CB           | 5  | Mehdi Benatia   |     |     |
| CB           | 6  | Romain Saïss    |     |     |
| RM           | 14 | Mbark Boussoufa |     |     |
| CM           | 7  | Hakim Ziyech    |     |     |
| CM           | 8  | Karim El Ahmadi | 34' |     |
| LM           | 18 | Amine Harit     |     | 82' |
| RF           | 16 | Nordin Amrabat  |     | 76' |
| CF           | 9  | Ayoub El Kaabi  |     | 77' |
| LF           | 10 | Younès Belhanda |     |     |
| Cambios:     |    |                 |     |     |
| MF           | 21 | Sofyan Amrabat  |     | 76' |
| FW           | 20 | Aziz Bouhaddouz |     | 77' |
| DF           | 4  | Manuel da Costa |     | 82' |
| Entrenador:  |    |                 |     |     |
| Hervé Renard |    |                 |     |     |

| GK             | 1  | Alireza Beiranvand   |       |     |
| CB             | 23 | Ramin Rezaeian       |       |     |
| CB             | 4  | Rouzbeh Cheshmi      |       |     |
| CB             | 8  | Morteza Pouraliganji |       |     |
| RM             | 10 | Karim Ansarifard     | 90+2' |     |
| CM             | 9  | Omid Ebrahimi        |       | 81' |
| CM             | 3  | Ehsan Hajsafi        |       |     |
| LM             | 7  | Masoud Shojaei       | 10'   | 68' |
| RF             | 18 | Alireza Jahanbakhsh  | 47'   | 85' |
| CF             | 20 | Sardar Azmoun        |       |     |
| LF             | 11 | Vahid Amiri          |       |     |
| Cambios:       |    |                      |       |     |
| FW             | 17 | Mehdi Taremi         |       | 68' |
| DF             | 19 | Majid Hosseini       |       | 81' |
| FW             | 14 | Saman Ghoddos        |       | 85' |
| Entrenador:    |    |                      |       |     |
| Carlos Queiroz |    |                      |       |     |

| Jugador del Partido: Amine Harit Árbitros asistentes: Bahattin Duran Tarik Ongun Cuarto árbitro: Sergei Karasev Quinto árbitro: Anton Averianov Árbitro asistente de video: Felix Zwayer Árbitros asistentes del árbitro asistente de video: Bastian Dankert Mark Borsch Jair Marrufo |

#### Irán vs. España
| 20 de junio de 2018 | Irán | 0:1 (0:0) | España          | Kazán Arena, Kazán                                       |                                                          |
| 21:00 MSK (UTC+3)   |      | Reporte   | Diego Costa 54' | Asistencia: 42 718 espectadores Árbitro(s): Andrés Cunha | Asistencia: 42 718 espectadores Árbitro(s): Andrés Cunha |

|  |  |

| GK             | 1  | Alireza Beiranvand   |       |     |
| RB             | 23 | Ramin Rezaeian       |       |     |
| CB             | 19 | Majid Hosseini       |       |     |
| CB             | 8  | Morteza Pouraliganji |       |     |
| LB             | 3  | Ehsan Hajsafi        |       | 69' |
| CM             | 9  | Omid Ebrahimi        | 90+2' |     |
| CM             | 6  | Saeid Ezatolahi      |       |     |
| RW             | 10 | Karim Ansarifard     |       | 74' |
| AM             | 17 | Mehdi Taremi         |       |     |
| LW             | 11 | Vahid Amiri          | 79'   | 86' |
| CF             | 20 | Sardar Azmoun        |       |     |
| Cambios:       |    |                      |       |     |
| DF             | 5  | Milad Mohammadi      |       | 69' |
| FW             | 18 | Alireza Jahanbakhsh  |       | 74' |
| FW             | 14 | Saman Ghoddos        |       |     |
| Entrenador:    |    |                      |       |     |
| Carlos Queiroz |    |                      |       |     |

| GK              | 1  | David de Gea    |  |     |
| RB              | 2  | Dani Carvajal   |  |     |
| CB              | 3  | Gerard Piqué    |  |     |
| CB              | 15 | Sergio Ramos    |  |     |
| LB              | 18 | Jordi Alba      |  |     |
| CM              | 5  | Sergio Busquets |  |     |
| CM              | 6  | Andrés Iniesta  |  | 71' |
| RW              | 21 | David Silva     |  |     |
| AM              | 22 | Isco            |  |     |
| LW              | 11 | Lucas Vázquez   |  | 79' |
| CF              | 19 | Diego Costa     |  | 89' |
| Cambios:        |    |                 |  |     |
| MF              | 8  | Koke            |  | 71' |
| MF              | 20 | Marco Asensio   |  | 79' |
| FW              | 9  | Rodrigo         |  | 89' |
| Entrenador:     |    |                 |  |     |
| Fernando Hierro |    |                 |  |     |

| Jugador del Partido: Diego Costa Árbitros asistentes: Nicolás Tarán Mauricio Espinosa Cuarto árbitro: Julio Bascuñán Quinto árbitro: Christian Schiemann Árbitro asistente de video: Mauro Vigliano Árbitros asistentes del árbitro asistente de video: Wilton Sampaio Alexander Guzmán Massimiliano Irrati |

#### Irán vs. Portugal
| 25 de junio de 2018, 21:00 (UTC+3) | Irán                     | 1:1 (0:1) | Portugal     | Mordovia Arena, Saransk                                     |                                                             |
|                                    | Ansarifard 90'+3' (pen.) | Reporte   | Quaresma 45' | Asistencia: 41 685 espectadores Árbitro(s): Enrique Cáceres | Asistencia: 41 685 espectadores Árbitro(s): Enrique Cáceres |

|  |  |

| GK             | 1  | Alireza Beiranvand   |     |     |
| RB             | 23 | Ramin Rezaeian       |     |     |
| CB             | 19 | Majid Hosseini       |     |     |
| CB             | 8  | Morteza Pouraliganji |     |     |
| LB             | 3  | Ehsan Hajsafi        | 52' | 56' |
| DM             | 6  | Saeid Ezatolahi      |     | 76' |
| CM             | 18 | Alireza Jahanbakhsh  |     | 70' |
| CM             | 9  | Omid Ebrahimi        |     |     |
| RW             | 17 | Mehdi Taremi         |     |     |
| LW             | 11 | Vahid Amiri          |     |     |
| CF             | 20 | Sardar Azmoun        | 54' |     |
| Cambios:       |    |                      |     |     |
| DF             | 5  | Milad Mohammadi      |     | 56' |
| FW             | 14 | Saman Ghoddos        |     | 70' |
| FW             | 10 | Karim Ansarifard     |     | 76' |
| Entrenador:    |    |                      |     |     |
| Carlos Queiroz |    |                      |     |     |

| GK              | 1  | Rui Patrício      |       |       |
| RB              | 21 | Cédric Soares     | 90+8' |       |
| CB              | 3  | Pepe              |       |       |
| CB              | 6  | José Fonte        |       |       |
| LB              | 5  | Raphaël Guerreiro | 33'   |       |
| RM              | 20 | Ricardo Quaresma  | 64'   | 70'   |
| CM              | 14 | William Carvalho  |       |       |
| CM              | 23 | Adrien Silva      |       |       |
| LM              | 10 | João Mário        |       | 84'   |
| CF              | 9  | André Silva       |       | 90+6' |
| CF              | 7  | Cristiano Ronaldo | 83'   |       |
| Cambios:        |    |                   |       |       |
| MF              | 11 | Bernardo Silva    |       | 70'   |
| MF              | 8  | João Moutinho     |       | 84'   |
| FW              | 17 | Gonçalo Guedes    |       | 90+6' |
| Entrenador:     |    |                   |       |       |
| Fernando Santos |    |                   |       |       |

| Jugador del Partido: Ricardo Quaresma Árbitros asistentes: Eduardo Cardozo Juan Zorrilla Cuarto árbitro: Mehdi Abid Charef Quinto árbitro: Anouar Hmila Árbitro asistente de video: Massimiliano Irrati Árbitros asistentes del árbitro asistente de video: Gery Vargas Hernán Maidana Paolo Valeri |

## Estadísticas

### Participación de jugadores
| # | Pos | Jugador | PJ | Minutos Jugados | Goles | Asistencias | Tarjetas Amarillas | Doble Tarjeta Amarilla y Roja | Tarjetas Rojas |
| - | --- | ------- | -- | --------------- | ----- | ----------- | ------------------ | ----------------------------- | -------------- |
| - | -   | -       | -  | -               | -     | -           | -                  | -                             | -              |
| - | -   | -       | -  | -               | -     | -           | -                  | -                             | -              |
| - | -   | -       | -  | -               | -     | -           | -                  | -                             | -              |
| - | -   | -       | -  | -               | -     | -           | -                  | -                             | -              |
| - | -   | -       | -  | -               | -     | -           | -                  | -                             | -              |
| - | -   | -       | -  | -               | -     | -           | -                  | -                             | -              |
| - | -   | -       | -  | -               | -     | -           | -                  | -                             | -              |
| - | -   | -       | -  | -               | -     | -           | -                  | -                             | -              |
| - | -   | -       | -  | -               | -     | -           | -                  | -                             | -              |
| - | -   | -       | -  | -               | -     | -           | -                  | -                             | -              |
| - | -   | -       | -  | -               | -     | -           | -                  | -                             | -              |
| - | -   | -       | -  | -               | -     | -           | -                  | -                             | -              |
| - | -   | -       | -  | -               | -     | -           | -                  | -                             | -              |
| - | -   | -       | -  | -               | -     | -           | -                  | -                             | -              |
| - | -   | -       | -  | -               | -     | -           | -                  | -                             | -              |
| - | -   | -       | -  | -               | -     | -           | -                  | -                             | -              |
| - | -   | -       | -  | -               | -     | -           | -                  | -                             | -              |
| - | -   | -       | -  | -               | -     | -           | -                  | -                             | -              |

| # | Pos        | Jugador | PJ | Minutos Jugados | Goles recibidos | Atajos | Tarjetas Amarillas | Doble Tarjeta Amarilla y Roja | Tarjetas Rojas |
| - | ---------- | ------- | -- | --------------- | --------------- | ------ | ------------------ | ----------------------------- | -------------- |
| 1 | Guardameta | -       | -  | -               | -               | -      | -                  | -                             | -              |
| - | Guardameta | -       | -  | -               | -               | -      | -                  | -                             | -              |
| - | Guardameta | -       | -  | -               | -               | -      | -                  | -                             | -              |